# Triangle (New York)
Pour les articles homonymes, voir Triangle (homonymie).
Triangle est une ville du comté de Broome, dans l' État de New York, aux États-Unis,. En 2010, elle comptait une population de 2 946 habitants, estimée au 1er juillet 2016 à 2 841 habitants.

## Démographie
Lors du recensement de 2010, la ville comptait une population de 2 946 habitants. Elle est estimée, en 2016, à 2 841 habitants.